# Centramoebia
A Centramoebia az Amoebozoa Discosea csoportjának kládja és egyik ribocsoportja. 4 része az Acanthamoebidae, a Balamuthiidae (más néven Balamuthidae), a Goceviidae és a Pellitidae.

## Etimológia
A Centramoebia neve a centrum, központ (a centroszóma jelenlétére utalva) és az Amoeba szavakból származik.

## Történet
Az Acanthamoebidae kládnak hagyományosan 2 nemzetségét különböztették meg (Acanthamoeba, Protacanthamoeba). Rogerson és Patterson 2002-ben írták le a Centramoebida ribocsoportot, meghatározásukat 2004-ben egészítette ki Cavalier-Smith.
2015-ben Cavalier-Smith et al. egy Eudiscosea nevű csoportot hoztak létre, melybe a Centramoebida mellett a Gocevia tartozott.
Tice et al. 2016-ban 3 további nemzetséget írtak le (Luapeleamoeba, Vacuolamoeba, Dracoamoeba), melyek a Protacanthamoeba és az Acanthamoeba közt alakultak ki. Ezenkívül 2 korábbi Protostelium-fajról és 1, korábban a Stereomyxa ramosa fajhoz sorolt izolátumról kimutatták, hogy a Centramoebián belül ágaznak el, parafiletikussá téve azt és az Acanthamoebidaet. A P. pyriformist Acanthamoeba pyriformisra, a P. arachisporumot Luapeleamoeba arachisporumra nevezték át, a S. ramosa-izolátumot pedig új fajba, a Dracoamoeba jormungandriba sorolták. Ezenkívül megkülönböztették a Centramoebiát és a Centramoebidát, utóbbit szűkebb kládként írva le, mely a Himatismenida testvércsoportja. Tekle et al. a Parvamoebát a Himatismenida Cochliopodiidae kládjába sorolta, a Gocevia fonbruneit pedig a Centramoebidába, szemben Cavalier-Smith 2016-os 187 génes rendszertanával, ahol a Goceviidae, így a Gocevia is, a Himatismenidába tartozott.
A Centramoebiát 2016-ban írták le Thomas Cavalier-Smith et al.

## Morfológia
Mikrotubulus-szervező központja a diktioszóma közelében van. Mindig van centroszómája.
A Goceviidae és a Cochliopodiidae dorzális tektummal rendelkeznek, mely Cavalier-Smith et al. 2016-os rendszertana szerint egy ősi Amoebozoa-faj vastag héjának maradványaként egymástól függetlenül alakult ki rDNS-fák alapján, és lehetővé tették a ventrális felszínen való csigaszerű mozgást, a tektumot vírusok, ultraibolya sugárzás vagy nagyobb élőlények ellen védő héjként fenntartva.
Egyes fajai cisztái poliszacharid sejtfallal rendelkeznek.

## Életmód
A természetben legtöbb faja bakterivor, azonban sok faj opportunista patogén, mely súlyos, gyakran halálos fertőzéseket okozhat.

## Életciklus
Legtöbb faja életciklusa trofozoita- és cisztaállapotból áll, de egyes fajai (például Endostelium, Luapeleamoeba, Acanthamoeba pyriformis, Acanthamoeba arachispora) protoszteloid sporokarpikusak, néhányuk ritkán vagy egyáltalán nem képez cisztát, és ha képez, annak morfológiájától a spóráé nem függ, bár a spóra és a ciszta homológok lehetnek.
Sporokarpikus fajai közös jellemzői – például az A. pyriformis, a Luapeleamoeba és az Endostelium tönkje a fejlődő sporokarpium mélyedésében alakul ki, és minden termőtestképző Centramoebia-faj tömör gombszerű apofízissel rendelkezik – alapján a sporokarpikus életciklus közös eredetű lehet. A sporokarpikus termőtestek elvesztése az Amoebozoa lehetséges evolúciós trendjének, az összetettebb közös ősök utódai komplexitásvesztésének felel meg, mely korábban ismert volt az ivarosság és az ostoros állapotok több elvesztéséből. Sose ostoros.

## Ökológia
Több óriásvírus – például 1 Mimivirus-, 3 Pandoravirus- (Pandoravirus inopinatum, Pandoravirus dulcis, Pandoravirus salinus), legalább 1 Pithovirus- (Pithovirus sibericum) és Mollivirus-faj – fertőzi. Ezek hossza akár 0,8–1,2, átmérője 0,5 μm is lehet, genomjuk pedig gyakran hosszabb, mint 2 Mbp. A Pithovirus méretei (1,5 μm hossz, 0,5 μm átmérő) és alakja a Pandoravirushoz hasonlók, de finomszerkezete, replikációs ciklusa és genomja alapján jelentősen különbözik tőle.

## Genetika
Az Acanthamoeba castellanii STAT fehérjéje több Eumycetozoa-faj – például a Dictyostelium discoideum, a Polysphondylium pallidum és a Dictyostelium purpureum – STATc fehérjéjének homológja, más STAT fehérjéktől kapcsolata távoli.

## Filogenetika
Egy 1617 egyértelműen elhelyezhető 18S rRNS-helyen alapuló molekuláris filogenetikai elemzés szerint az Acanthamoebidae a csak a Balamuthia nemzetségből álló Balamuthiidae 5 nemzetségű testvércsoportja. Ezek kládjának a Goceviidae (Gocevia, Endostelium) és a Pellitidae (Pellita). Az Acanthamoebidae kládon belül az Acanthamoeba, a Vacuolamoeba, a Dracoamoeba fokozatosan különültek el a Luapeleamoeba és a Protacanthamoeba kládjától.2 talajból izolált csoport, a Tib 84 és 168 is a Centramoebia tagja.
Tice et al. 2016-ban a Centramoebidát a Centramoebia részeként, a Himatismenida testvércsoportjaként írták le.

## Jelentőség
Egyes Acanthamoebidae- és Balamuthiidae-fajok cisztáikkal vagy trofozoitáikkal fertőzhetnek. Patogén fajai cisztái granulómás amőbás encephalitist okozhatnak. A fertőzés patofiziológiájában részt vesz az apoptózis és az oxidatív stressz is. Immunkompetens gazdában a NOX2 és NOX4 erősebb expressziója az MMP-9 expressziónövekedését okozza, együtt a BAX-, CAS9- és CAS3-szint csökkenését és a BCL2-szint emelkedését okozva. Ezek együtt limfocitainfiltrációt okoznak. Immunszupresszált gazdában ezzel szemben nemcsak a NOX2 és 4, hanem az MCP-1 szintje is emelkedik a TLR2-szint növekedése miatt, nemcsak az MMP-9, hanem az MMP-2 szintemelkedését is maga után vonva, melyek az immunkompetens gazdákban történővel ellentétes változást – a BAX, CAS9 és CAS3 szintemelkedését és a BCL2 csökkenését – okozva, ezek következménye gyulladás és fibrózisszerű változások.
Egyes fajai Legionella- és élesztőgomba-hordozók.

## Védekezés
A Th17-sejtek interleukin-17-et szekretálva több betegség, például Candida albicans-, Staphylococcus aureus-fertőzés mellett az acanthamoebiasis ellen is védenek.